# Agdistis uncirectangula
Agdistis uncirectangula là một loài bướm đêm thuộc họ Pterophoridae. Nó được tìm thấy ở Trung Quốc (Ningxia).
Sải cánh dài 25–26 mm. Cánh trước có màu nâu hơi đậm và cánh sau màu nâu.